# Rudolf Vrba (kněz)
Rudolf Vrba (6. října 1860 Bělá pod Bezdězem – 18. října 1939 Mladá Boleslav) byl katolický duchovní, spisovatel a žurnalista.

## Život

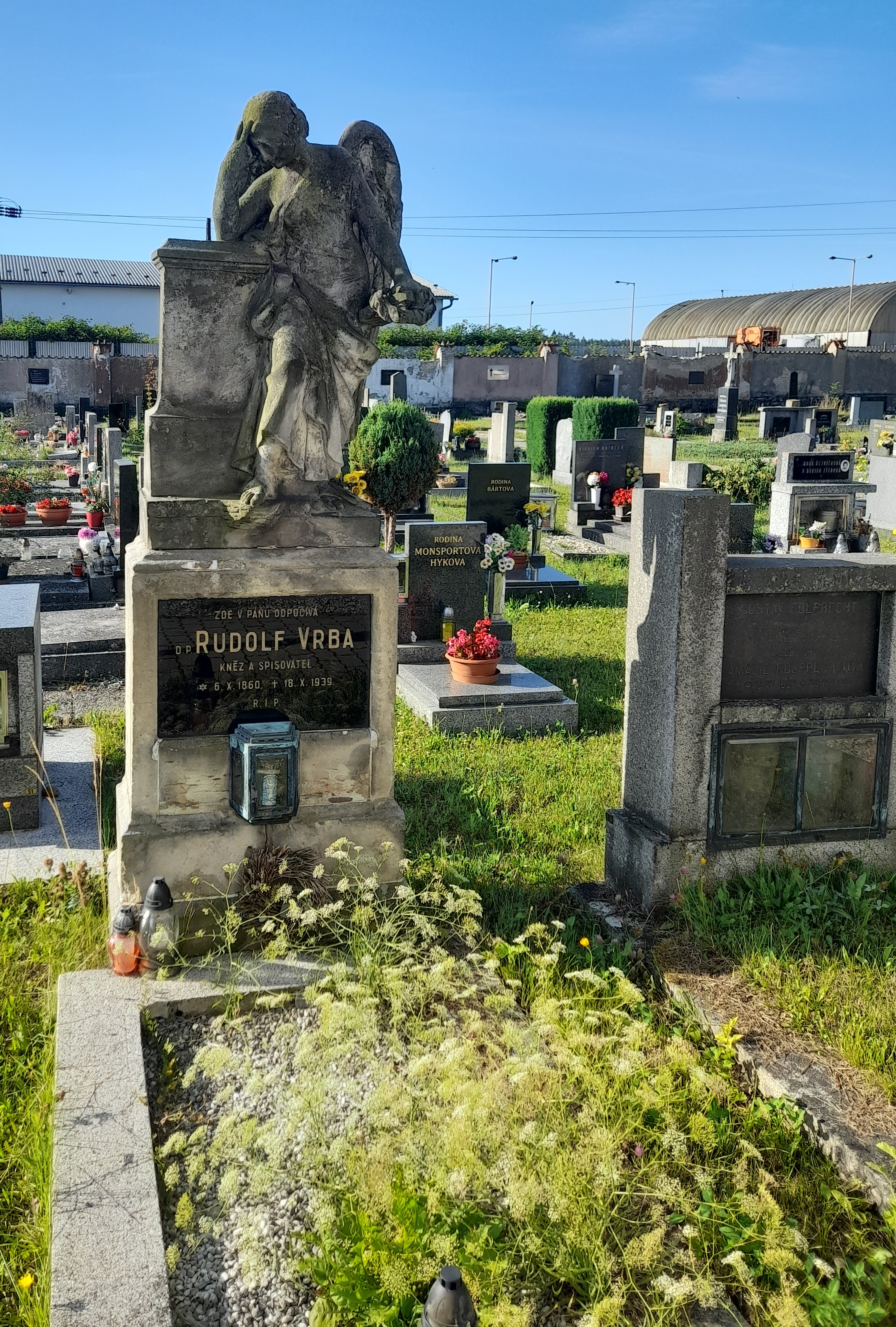
Hrob na obecním hřbitově v Bělé pod Bezdězem.

Narodil se v Bělé pod Bezdězem do rodiny krejčovského mistra Josefa Vrby. Navštěvoval bělskou klášterní školu a gymnázium v České Lípě (1875–1882). Po maturitě strávil rok (1882) v premonstrátském klášteře v Teplé, poté nastoupil do třetího ročníku litoměřického kněžského semináře. Roku 1887 byl vysvěcen na kněze.
Jako kaplan působil rok v Německých Kralupech (Kralupy u Chomutova) a poté v Třebenicích. Od roku 1889 kaplansky spravoval faru v Milešově na Lovosicku, poté byl kaplanem v Křinci. Od roku 1891 působil jako zámecký kaplan v Dobříčanech a od roku 1893 ve stejné funkci na zámku v Průhonicích.
V roce 1898 odešel do penze a přesunul se do Prahy, kde se věnoval spisovatelské a žurnalistické činnosti. Za první republiky byl členem Československé strany lidové.
Zemřel 18. října 1939 v nemocnici v Mladé Boleslavi. Mylně je uváděno místo úmrtí Praha. Pohřben je v Bělé pod Bezdězem.

### Kontroverze
V roce 1916 byl Vrba zatčen za dopis teologu Sieglovi z Götweigu a dva týdny vězněn.

### Nominace na Nobelovu cenu za mír
Vrba byl celkem třikrát nominován na Nobelovu cenu za mír. Poprvé v roce 1908 byl nominován Jaromírem Čelakovským, poté v roce 1910 Ferdinandem Lobkowiczem a roku 1915 Václavem Kotlářem.

## Dílo

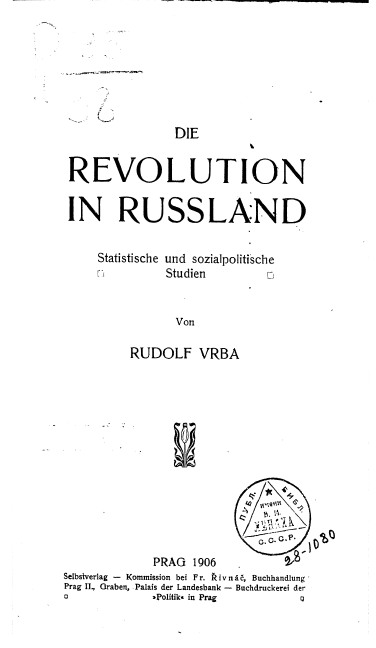
Titulní strana knihy Die Revolution in Russland (1906)

Během působení v Německých Kralupech a Třebenicích se stal dopisovatelem Pražských večerních novin a vydal první dvě knihy (pouze výňatky z cizích děl).
Dílo je tvořeno zejména politickými a národohospodářskými úvahami z křesťanského pohledu, často zaměřené antikapitalisticky a antisemitsky:
- O zachování stavu rolnického. Pořada úvah sociálně-politických (1889)[10]
- Pod heslem osvěcenství: Historické črty z doby josefínské (1889)
- Hříchy společnosti (1890)
- Dělnictvo v boji za svá práva. Slovo pravdy o kapitalismu a liberalismu. Příspěvek k řešení otázky dělnické (1891)[11]
- Povaha moderního kapitálu (1892)
- Sociálně-demokratická společnost. Úvahy o státu sociálně-demokratickém, o právu na práci, o všeobecném právu hlasovacím, o mzdě a stávkách a otázce žen (1894)[11]
- Boj proti klerikalismu. Drobná perspektiva moderní společnosti (1895)
- Otázka zemědělská. Úvahy o zachování stavu rolnického (1896)[11]
- Budoucnost národa. Úvahy o klerikalismu a našem sociálním a národnostním programu (1897)[11]
- Národní sebeochrana. Úvahy o hmotném a mravním úpadku národa Českého (1898)[11]
- Česká Panama: několik drobných obrázků o hmotném a mravním úpadku národa českého (1899)
- Die Palacký-Feier und ihre Widersacher (1899)
- Naše chudoba (1899)
- Vražda v Polné a židovská otázka v rakouském parlamentě (1899); dílo bylo zkonfiskováno[5]
- Stávky (1900)
- Uhelná otázka (1900)
- Der Nationalitäten- und Verfassungsconflict in Oesterreich (1900)
- O úpadku stavu rolnického a jeho záchraně (1902)
- Vídeňský centralism a český národ (1902)
- Oesterreichs Bedränger: Die Los-von-Rom Bewegung (1903)
- Die Revolution in Russland (1906)[12]
- Rozmach kapitalismu a majetek církve (1907)[11]
- Vláda peněz. Sociálně politické úvahy (1912)[11]
- Russland und der Panslavismus (1913)
- Světové zbrojení a Slovanstvo (1914)
- Válka a náboženství (1918)
- Der Kapitalismus im Weltkrieg. Ein offenes Wort an die Staatsmänner der alliierten Mächte (1920)
- Záhada světovlády (1923, 1929)[13]
- Zkáza Slovanů ze světové války. Denník poválečný (1924, 2. vyd. 1925)[14][15]
- Nebezpečí druhé války světové. Úvahy o bezpečí Československé republiky (1925)[11]
- Nad propastí. Časové úvahy (1932)[11][16]
- Z mého života (1941)

### Ediční práce
- Encyklika sv. Otce papeže Lva XIII. O křesťanské demokracii (1901)[3]